# El Magharia
El Magharia (em árabe: المقرية) é uma comuna localizada na província de Argel, no norte da Argélia. Sua população era de 31 453 habitantes, em 2008.